# NGC 7156
NGC 7156 је спирална галаксија у сазвежђу Пегаз која се налази на NGC листи објеката дубоког неба.
Деклинација објекта је + 2° 56' 32" а ректасцензија 21h 54m 33,5s. Привидна величина (магнитуда) објекта NGC 7156 износи 12,5 а фотографска магнитуда 13,2. NGC 7156 је још познат и под ознакама UGC 11843, MCG 0-55-29, CGCG 376-53, KARA 935, IRAS 21520+0242, PGC 67622.